# Bubo cinerascens
Bubo cinerascens là một loài chim trong họ Strigidae.